# Robert I. Normandský
Robert I. zvaný Nádherný nebo Ďábel (francouzsky le Magnifique a le diable; * mezi lety 1002 a 1010 - 22. července 1035 Nicea, Byzantská říše) byl vévoda Normandie v letech 1027 až 1035. Byl otcem Viléma Dobyvatele, který se stal anglickým králem v roce 1066 a založil tam normanskou dynastii, která měla ovšem krátké trvání.
Robert pocházel z dynastie Rollonidů a byl synem Richarda II. zvaného Dobrý, a Judity Bretaňské. Na trůn nastoupil po smrti svého bratra Richarda III., jenž vládl v letech 1026 až 1027 jako 3. vévoda Normandie. Podpořil francouzského krále Jindřicha I., když bránil svůj trůn před svým bratrem Robertem Burgundským a matkou Konstancií. Za to Robert od krále dostal zemi Vexin. Zapojil se také do vlámské politiky, zakládal kláštery a podporoval anglického krále Eduarda III., jemuž později dokonce poskytl dočasný azyl.
V roce 1035 podnikl Robert pouť do Jeruzaléma. Zemřel spolu s hrabětem Drogem z Vexinu na cestě v Niceji.
Robert se oženil s dánskou princeznou Estrid. Manželství zůstalo bezdětné. Se svou milenkou, koželuhovou dcerou Herlevou, měl dvě děti:
- Vilém Dobyvatel ⚭ 1051 Matylda Flanderská
- Adelheid (Adela) (1030-1082) ⚭ 1. Hrabě Enguerrand II. Ponthieu-Aumalský († 1053) | ⚭ 2. Hrabě Lambert Lenský-Aumaleský (padl † 1054) | ⚭ 3. Hrabě Odo II. Z Meaux, Troyes a Aumale († po roce 1118)

Herleva a její rodina získala díky vztahu s Robertem úctu a bohatství. Krátce po narození druhého dítěte se Herleva v roce 1031 provdala za Robertova přítele a leníka, hraběte Herluina z Conteville.
Po Robertově smrti v roce 1035 převzal trůn jeho syn jako Vilém II. Ten pak v roce 1066 ukončil anglosaskou vládu nad Anglií a stal se prvním normanským králem ostrova.